# Preachers of the Night
Albums de Powerwolf
Alive in the Night
(2012) Blessed and Possessed
(2015)
Preachers of the Night est le cinquième album studio du groupe allemand de power metal Powerwolf, publié le 19 juillet 2013 par Napalm Records.

## Liste des chansons
Toute la musique est composée par Powerwolf.
| No  | Titre                          | Durée |
| --- | ------------------------------ | ----- |
| 1.  | Amen & Attack                  | 3:54  |
| 2.  | Secrets of the Sacristy        | 4:07  |
| 3.  | Coleus Sanctus                 | 3:45  |
| 4.  | Sacred & Wild                  | 3:40  |
| 5.  | Kreuzfeuer                     | 3:47  |
| 6.  | Cardinal Sin                   | 3:47  |
| 7.  | In the Name of God (Deus Vult) | 3:15  |
| 8.  | Nochnoi Dozor                  | 3:45  |
| 9.  | Lust for Blood                 | 3:54  |
| 10. | Extatum et Oratum              | 3:56  |
| 11. | Last of the Living Dead        | 7:42  |